# Diccionari d'història eclesiàstica de Catalunya
El Diccionari d'història eclesiàstica de Catalunya és un recull de personatges i esdeveniments rellevants de l'Església catòlica catalana. Ofereix dades sobre persones i entitats religioses i també sobre matèries, fets històrics i moviments que s'han produït en el marc de les set diòcesis de la Tarraconense (Girona, Lleida, Urgell, Solsona, Tarragona, Tortosa i Vic), de la de Barcelona i de la d'Elna-Perpinyà.
L'obra consta de tres volums i hi té més de 400 entrades. Els principals directors d'aquesta obra són Ramon Corts i Blay, Joan Galtés i Albert Manent; però també hi han col·laborat més de 200 persones.
El projecte va néixer el 1993, al primer Congrés d’Història de l’Església Catalana. Al novembre del 1998, aparegué el primer volum (A-C); i al gener del 2000, el segon (D-O). La presentació oficial del Diccionari tingué lloc el 22 de gener, al palau de la Generalitat de Catalunya, institució que ha finançat l'obra.